# 세이케이 대학
세이케이 대학(成蹊大学)은 일본 도쿄도 무사시노시에 있는 사립 대학이다. 교명 '세이케이(成蹊)'는 '샛길이 생긴다'는 뜻으로 사마천의 《사기》에서 유래했다.

## 연혁
- 1906년 : 설립.

## 조직

### 학부
- 문학부
- 법학부
  - 법률학과
  - 정치학과
- 경제학부
- 경영학부

### 부속기관
- 도서관

## 주요 동문
- 아베 신조 - 일본의 제90·96·97·98대 내각총리대신

## 같이 보기
- 미쓰비시 그룹